# Grateful Dead (album)
Albums de Grateful Dead
American Beauty
(1970) Europe '72
(1972)
Grateful Dead (1971) est un disque enregistré en public, du groupe de rock américain, Grateful Dead.

## Présentation
L'album est aussi appelé Skull & Roses (suivant l'illustration de la couverture du disque) ou Skullfuck (titre envisagé par Grateful Dead mais qui fut refusé par la compagnie de disque). Il ne doit pas être confondu avec le 1er album du groupe qui est intitulé The Grateful Dead.
Ce double album est le deuxième enregistré en public (Live) après Live/Dead de 1969.

## Titres de l’album
Toutes les chansons sont écrites et composées par Jerry Garcia et de Robert Hunter sauf indication contraire.
| 1. | Bertha              | Garcia, Hunter |  |
| 2. | Mama Tried          | Merle Haggard  |  |
| 3. | Big Railroad Blue   | Noah Lewis     |  |
| 4. | Playing in the Band | Weir, Hunter   |  |

| 1. | The Other One | Grateful Dead |  |

| 1. | Me & My Uncle      | John Phillips                   |  |
| 2. | Big Boss Man       | Luther Dixon, Al Smith          |  |
| 3. | Me and Bobby McGee | Kris Kristofferson, Fred Foster |  |
| 4. | Johnny B. Goode    | Chuck Berry                     |  |

| 1. | Wharf Rat                                      | Weir, Hunter       |  |
| 2. | Not Fade Away                                  | Buddy Holly, Petty |  |
| 3. | Goin' Down the Road Feeling Bad (Traditionnel) |                    |  |

### Réédition de 2003
| No  | Titre                                         | Auteur                      | Durée |
| --- | --------------------------------------------- | --------------------------- | ----- |
| 1.  | Bertha                                        |                             |       |
| 2.  | Mama Tried                                    |                             |       |
| 3.  | Big Railroad Blues                            |                             |       |
| 4.  | Playing in the Band                           |                             |       |
| 5.  | The Other One                                 |                             |       |
| 6.  | Me & My Uncle                                 |                             |       |
| 7.  | Big Boss Man                                  |                             |       |
| 8.  | Me & Bobby McGee                              |                             |       |
| 9.  | Johnny B. Goode                               |                             |       |
| 10. | Wharf Rat                                     |                             |       |
| 11. | Not Fade Away/Goin' Down the Road Feeling Bad |                             |       |
| 12. | Oh Boy! (live)                                |                             |       |
| 13. | I'm a Hog For You (live)                      | Jerry Leiber & Mike Stoller |       |
| 14. | Grateful Dead (radio spot)                    |                             |       |

## Musiciens
Grateful Dead :
- Jerry Garcia - guitare, voix
- Bob Weir - guitare, voix
- Ron « Pigpen » McKernan - orgue, harmonica, voix
- Phil Lesh - guitare basse, guitare, piano, voix
- Bill Kreutzmann - percussions

avec
- Merl Saunders - orgue

## Dates des enregistrements
- Johnny B. Goode : au Winterland Arena, San Francisco le 24 mars, 1971
- Big Railroad Blues et Not Fade Away/Goin' Down the Road Feeling Bad au Manhattan Center, New York le 5 avril, 1971
- Playing In The Band, Oh Boy! et I'm A Hog For You au Manhattan Center, New York le 6 avril, 1971
- Mama Tried, Big Boss Man et Wharf Rat au Fillmore East, New York le 26 avril, 1971
- Bertha et Me & Bobby McGee au Fillmore East, New York le 27 avril, 1971
- The Other One au Fillmore East, New York le 28 avril, 1971
- Me & My Uncle au Fillmore East, New York le 29 avril, 1971